# Liste der Erzbischöfe von Patras
Die folgenden Personen waren Bischöfe, Erzbischöfe und Metropoliten von Patras:

## Bischöfe
- Andreas
- Stratokles
- Irodion
- Plutarchos (344–418)
- Perigenes (418)
- Alexandros
- Afanasios

## Metropoliten
- 865–879 A. Papadopulos Keramias
- 868–876 Thedoros Santabarinos
- 879–000 Sabbas
- Andreas
- 975–1000 Gabriel I.
- Konstantinos I.
- Efaretos
- Nikitas (Siffimin, Syggelos), † 1067
- Leon
- Petros
- Filippos
- 1157 Konstantinos II.
- 1164 Theonas
- 1180–1205 Efthýmios
- 1205–1315 ?
- 1315–0000 Michael
- 0000–1341 Mitrofanis
- 1341–1353 Joseph
- 1353–1365 Makarios I.
- 1365–1366 Meletios I.
- Ignatios
- 0000–1396 Maximos
- 1396–1397 Stephanos
- 1397–0000 Nifonas
- Joachim
- 1460–1466 Neofitos
- 1467–0000 Kyrillos
- 0000–1545 Dionysios I.
- 1545–1561 Gregorios I.
- 1561–1571 Germanos I.
- 1572–1575 Methodios
- 1575–1576 Arsenios I.
- 1576–1578 Daniel I.
- 0000–1578 Dionysios II.
- 1578–1579 Parthenios I.
- 1579–1580 Arsenios I.
- 1583 Methodios
- 1585 Arsenios I.
- 1586–1592 Nektarios
- 1592–1593 Gabriel II.
- 1593–1601 Daniel I.
- 1601–1612 Timothy Marmarinos
- 1612–1638 Theofanis I.
- 1639–1641 Parthenios II.
- 1641–1646 Theofanis II.
- 1646–1650 Parthenios II.
- 1650–1653 Antonios I.
- 1653–1674 Daniel II.
- 1674–1677 Parthenios III.
- 1677–1678 Paisios I.
- 1678–1683 Germanos II.
- 1683 Arsenios II.
- 1684–1687 Germanos II.
- 1687–1711 Arsenios II.
- 1711–1715 Christoforos
- 1716–1717 Paisios II.
- 1717–1727 Daniel III.
- 1727–1733 Paisios II.
- 1733–1750 Gerasimos
- 1750–1756 Parthenios IV.
- 1756–1759 Gerasimos
- 1759–1770 Parthenios IV.
- 1771–1780 Gabriel III.
- 1781–1799 Gregorios II.
- 1799–1806 Makarios II.
- 1806–1826 Germanos III.
- 1826 Gregorios III.
- 1826–1828 (Δεδρινός)
- 1828–1832 (Αγαθάγγελος Μυριανθούσης)
- 1832–1840 Meletios II.
- 1841–1842 Theodoritos (Θεοδώρητος)
- 1842–1852 Dentrinos (Δεδρινός)
- 1852–1861 Michael (Μιχαήλ Αποστολίδης ο Κρής)
- 1866–1874 Kyrillos
- 1874–1876 Averkios Lamiris (Αβέρκιος Λαμίρης)
- 1883–1886 Nikephoros
- 1886–1892 Damaskinos (Δαμασκηνός Χριστόπουλος)
- 1892–1903 Ierotheos Mitropoulos (Ιερόθεος Μητρόπουλος)
- 1906–1944 Antonios II. (Αντώνιος Β΄Παράσχης)
- 1944–1957 Theokritos Panagiotopoulos (Θεόκρητος Παναγιωτόπουλος)
- 1957–1971 Konstantinos (Κωνσταντίνος Γ΄ Πάτης)
- 1971–2005 Nikodimos Balindras
- seit 2005 Chrysostomos (Χρυσόστομος Σκλήφας)